# Bélesta, Pyrénées-Orientales
Bélesta là một xã thuộc tỉnh Pyrénées-Orientales trong vùng Occitanie phía nam Pháp. Xã này nằm ở khu vực có độ cao trung bình 380 mét trên mực nước biển.